# زولا جيسوس
زولا جيسوس (بالإنجليزية: Zola Jesus) هي كاتبة أغاني ومغنية ومغنية مؤلفة وملحنة أمريكية، ولدت في 11 أبريل 1989 في فينيكس في الولايات المتحدة.

## وصلات خارجية
- الموقع الرسمي
- زولا جيسوس على موقع IMDb (الإنجليزية)
- زولا جيسوس على موقع ميوزك برينز (الإنجليزية)
- زولا جيسوس على موقع رولينغ ستون (الإنجليزية)
- زولا جيسوس على موقع أول ميوزيك (الإنجليزية)
- زولا جيسوس على موقع ديسكوغز (الإنجليزية)
- زولا جيسوس على موقع ديسكوغز (الإنجليزية)